# Hanna Lemke
Hanna Lemke (* 1981 in Wuppertal) ist eine deutsche Schriftstellerin.

## Biografie
Hanna Lemke wurde 1981 in Wuppertal geboren. Nach dem Abitur studierte sie von 2002 bis 2006 am Deutschen Literaturinstitut Leipzig. Im Jahr 2006 erhielt Lemke ein Stipendium der Autorenwerkstatt des Literarischen Colloquiums Berlin. Im folgenden Jahr war sie Stipendiatin des Klagenfurter Literaturkreises. Heute lebt sie in Berlin.

## Werk
In ihrem Debüt-Buch Gesichertes arbeitet Hanna Lemke mit einer eindringlichen, sehr konzentrierten Sprache und einem einfachen Stil. Nach eigenen Angaben bemüht sich die Autorin, in ihrem Werk möglichst viele Details wegzulassen, ohne dabei dem Leser die Verständnisgrundlage zu entziehen. In einer Rezension der FAZ vom 22. April 2010 heißt es unter anderem:
In einem ganz bestimmten, verführerisch lakonischen Ton sind diese kurzen, rätselhaften Geschichten erzählt, und die junge Autorin – "Gesichertes" ist ihr erstes Buch – bringt das Kunststück fertig, fast ohne Psychologie und atmosphärischen Zierat auszukommen. Trotzdem sind ihre Geschichten ungeheuer lebensprall und bildhaft.

## Veröffentlichungen

### Bücher
- Gesichertes. Verlag Antje Kunstmann, München 2010, ISBN 978-3-88897-642-1.
- Geschwisterkinder. Verlag Antje Kunstmann, München 2012, ISBN 978-3-88897-749-7[2]

### Sonstige Veröffentlichungen
- Die Verstecke. In: Tippgemeinschaft. Jahresanthologie der Studierenden des Deutschen Literaturinstituts 2003. Valvoline, 2003.
- Manila. In: Tippgemeinschaft. Jahresanthologie der Studierenden des Deutschen Literaturinstituts 2004. Valvoline, 2004.
- Kachori. In: Kanal 4. Literatur im Zug. Hessischer Rundfunk, November 2004.
- Gesichertes. In: 13. open mike. Internationaler Wettbewerb junger deutschsprachiger Literatur der Literaturwerkstatt Berlin. Allitera, 2005.
- Stella. In: Sprache im technischen Zeitalter, Heft 181, 2007.

## Auszeichnungen
- 2010: Kunstpreis Literatur der Land Brandenburg Lotto GmbH[3]